# Röchlinghöhe
Die Röchlinghöhe, bis 1956 Bouser Höhe und bis 2013 Hermann-Röchling-Höhe, ist ein Stadtteil von Völklingen im saarländischen Regionalverband Saarbrücken.

## Name
Die Umbenennung des Ortsteils von Bouser Höhe in Hermann-Röchling-Höhe nach dem Industriellen Hermann Röchling erfolgte 1956. In der Sitzung vom 13. August 1956 beschloss der Völklinger Stadtrat, die Umbenennung bei der Regierung des Saarlandes, Ministerium des Innern, mit Wirkung zum 24. August 1956, dem ersten Jahrestag von Hermann Röchlings Todestag, zu beantragen.

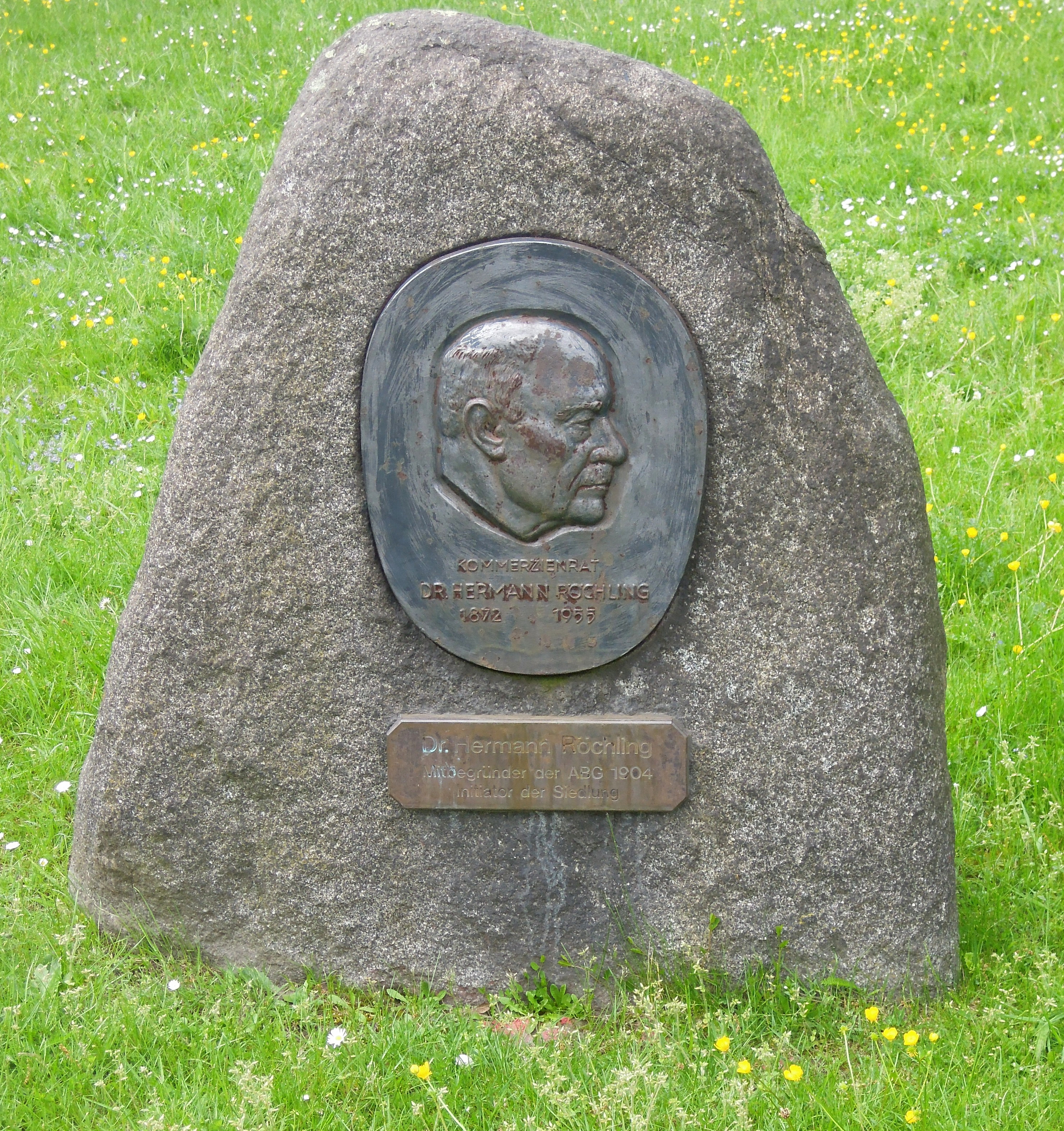
Denkmal in der Trierer Straße

Einer weiteren Öffentlichkeit bekannt wurde die Hermann-Röchling-Höhe im Jahr 2000 durch Kritik an der Namensgebung in einem Fernsehbericht der ARD. Der NS-Wehrwirtschaftsführer, Kriegsverbrecher Röchling war während des Nationalsozialismus an der Organisation von Zwangsarbeit beteiligt. Unter anderem deshalb wurde er nach dem Zweiten Weltkrieg als Kriegsverbrecher verurteilt. Vor diesem Hintergrund wurden immer wieder Forderungen laut, den Ortsteil umzubenennen. Zunächst gab es eine Bürgerinitiative, die den alten Namen Bouser Höhe präferierte. Anfang 2012 sprach sich die Linkspartei dafür aus, eine Umbenennung konkret in Angriff zu nehmen. Mitte 2012 schloss sich die SPD an. Die Linke stellte sich bezüglich des Namens auf die Seite der Bürgerbewegung, wäre aber auch mit der Alternative Völklinger Höhe einverstanden. Die SPD präferierte Auf der Höhe als zukünftigen Namen, wäre aber auch damit einverstanden gewesen, die Bürger selbst einen neuen Namen wählen zu lassen. Als Reaktion darauf gründete sich eine Bürgerinitiative, die vehement für die Beibehaltung des Namens eintrat. Sie berief sich auf die Meinung der Einwohner, die „zu schätzungsweise 95 % eine Umbenennung ablehnen würden“. Die Initiative für die Umbenennung entgegnete darauf, die Einwohner hätten wegen Röchlings Unterstützung beim Bau ihrer Häuser ein zu einseitiges und voreingenommen positives Bild von ihm, das seinen Nazi-Hintergrund systematisch ausblende. Man dürfe ihnen daher in dieser Sache ausnahmsweise die Entscheidung nicht selbst überlassen.
Am 31. Januar 2013 beschloss der Völklinger Stadtrat mit den Stimmen von SPD, CDU und FDP und gegen den Widerstand der Linken, der NPD und der Gruppierung Pro Völklingen (bei Enthaltung der Freien Wähler und der Grünen) die Umbenennung des Stadtteils in Röchlinghöhe.

## Geschichte
1937 band der Unternehmer der Völklinger Hütte seine Arbeitnehmer durch finanzielle Hilfen zur Errichtung von Eigenheimen an sein Werk. Die Arbeiter erbauten hauptsächlich auch in Selbsthilfe nach den Betriebsschichten die zweistöckigen Häuser mit Garten. 1939 waren es bereits 128 Gebäude. Bedingt durch den Zweiten Weltkrieg konnte der Ausbau der Siedlung nicht konsequent fortgeführt werden und wurde erst danach wieder aufgenommen. 1942 gab der Bürgermeister und NSDAP-Kreisleiter Karl Graf anlässlich des 70. Geburtstages von Hermann Röchling bekannt, dass die Bouser Höhe auf Anregung der Allgemeinen Baugenossenschaft 1904 in Hermann-Röchling-Siedlung umbenannt werde. Diese Umbenennung wurde in der Folge irgendwann rückgängig gemacht.

## Infrastruktur
Es existieren eine Grundschule und ein Kindergarten. Die Röchlinghöhe ist umgeben vom Völklinger Stadtwald. Es leben dort viele ältere Menschen, doch in den letzten Jahren ziehen immer mehr jüngere Familien in den Ortsteil.

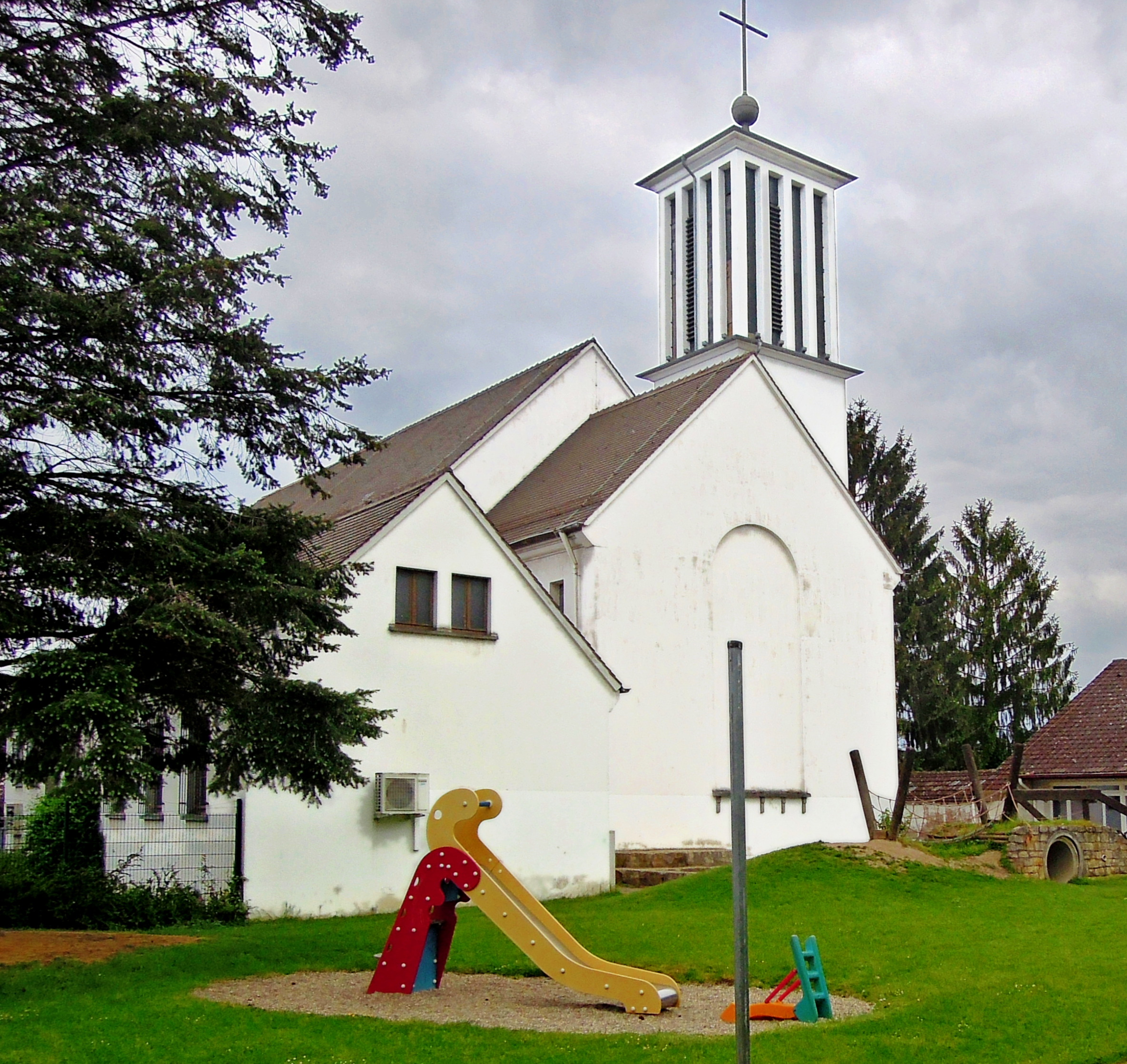
Katholische Kirche St. Konrad

Es gibt eine katholische Kirche, die St.-Konrad-Kirche. 1953 erfolgte ihre Grundsteinlegung, und 1955 wurde sie eingeweiht. Zuvor wurde bereits die von 1945 bis 1947 in einer Holzbaracke eingerichtete Notkirche, die ebenfalls bereits nach Konrad von Parzham benannt war, genutzt.
Die evangelische Kirche, zur Völklinger Versöhnungskirchengemeinde gehörend, wurde 2011 geschlossen. 1979 erfolgte ihre Grundsteinlegung, und 1980 wurde sie eingeweiht. Zuvor fanden bereits evangelische Gottesdienste in der Grundschule statt. Am 29. Januar 2011 fand der letzte Gottesdienst statt, damals wohnten rund 240 Gemeindemitglieder in dem Stadtteil.